# 긴급경보방송
긴급경보방송(일본어: 緊急警報放送, 영어: Emergency Warning System, Emergency Warning Broadcast System, EWS, EWBS)은 일본의 재해대책기본법과 기상업무법에 의거하여 방재를 목적으로 하는 방송. 1970년대부터 시행하고있.

## 방송 조건
- 해일 경보가 발령된 경우.[2]
- 도카이 지진의 경계선언이 발령된 경우.[3]
- 재해대책기본법에 의거, 각 자치단체 수장이 피난 명령을 내린 경우.[4]